# Îlet à Cochons
Îlet à Cochons är en ö i Guadeloupe (Frankrike). Den ligger i den centrala delen av Guadeloupe, 30 km nordost om huvudstaden Basse-Terre. Arean är 0,37 kvadratkilometer.
Terrängen på Îlet à Cochons är platt. Öns högsta punkt är 12 meter över havet. Den sträcker sig 0,7 kilometer i nord-sydlig riktning, och 1,1 kilometer i öst-västlig riktning.